# قیام هزاره‌ها درسال ۱۳۵۷
در اواخر سال ۱۳۵۷، برخی از احزاب به رهبری هزاره‌ها در هزاره جات گرد آمدند تا شورای اتفاق اسلامی را به رهبری سید علی بهشتی تأسیس کنند. قیام آن‌ها موفقیت‌آمیز بود و در پی آن تمام هزاره جات آزاد شده و آن‌ها حکومت افغانستان بیرون راندند.موفقیت حکومت جدید هزاره جات به دلیل حمایت آن از فرهنگ و ارزش‌های هزاره‌ها بود. پس از قیام، شورای اتفاق اسلامی از سال ۱۳۵۷ تا ۱۳۶۰ خورشیدی، آن‌ها بر هزاره جات حکومت کرده و پس از آن سازمان نصر و سپس حزب وحدت تا سال ۱۳۷۶ بر هزاره جات حکومت کردند. در این مدت هزاره جات نسبت به سایر مناطق افغانستان آرام‌تر بود. این سازمان‌یافته‌ترین و موفق‌ترین قیام هزاره‌ها پس از چندین قیام ناموفق در قرن بیستم بود، که برای اولین بار یک حکومت سازمان‌یافته برای هزاره‌ها فراهم کرد.

## نتایج
در پی این قیام، شورای اتفاق اسلامی، حکومتی اسلامی را تشکیل داد که اکثریت مناطق هزاره‌جات را تحت کنترل داشت. دولت کابل با استفاده از تکنیک‌هایی مانند تفرقه اندازی و دستکاری در مناقشات قومی و قبیله ای تلاش کرد تا حکومت جدید هزاره‌جات را تضعیف کند، اما این کارها ناکام ماند.